# Bhuvanaikabahu II
Bhuvanaikabahu II est le 6e roi de Dambadeniya, dans l'actuel Sri Lanka.
Il s'installe dans la nouvelle capitale du royaume à Kurunegala.

## Étymologie
Le nom provient de la langue pali, propre au bouddhisme Theravada pratiqué au Sri Lanka, dont l'écriture est en Devanagari. La transcription en langue latine peut donc donner des résultats différents, selon le mot est transcrit traditionnellement ou en ISO 15919.
Le mot Bhuvanaikabahu peut se décomposer en 2 mots :
- Le mot Bhuvanaika peut aussi se transcrire aussi Buvaneka, Buwaneka
- Le mot Bâhu peut aussi se transcrire Bãhu, Bâhu, Baahu ou Bahu.

## Biographie
Bhuvanaikabahu II est le fils et homonyme de Bhuvanaikabahu I, il supplante son cousin Parakramabahu III et règne de sa capitale de Kurunegala et il a comme successeur son fils le prince Pandita couronné roi sous le nom de Parakramabahu IV

### Remarque sur les sources historiques
- Livres en pali : Culavamsa et Rajaveliya. Les dates de règne des rois de Dambadeniya sont différents entre ces 2 livres.